# 詹寧斯 (密蘇里州)
詹寧斯（英語：Jennings）是位於美國密蘇里州聖路易斯縣的城市。

## 人口
根據2020年美國人口普查的數據，詹寧斯的面積為9.67平方千米，皆為陸地。當地共有人口12895人，而人口密度為每平方千米1,334人。